# Contre-la-montre par équipes de cyclisme sur route aux Jeux olympiques d'été de 1968
Navigation
Tokyo 1964 Munich 1972
Le 100 km contre-la-montre par équipes de cyclisme sur route  des Jeux olympiques d'été de 1968, a lieu le 15 octobre 1968.
La course est remportée par l'équipe des Pays-Bas, composée de Fedor den Hertog, Jan Krekels, René Pijnen, Joop Zoetemelk, qui effectuent le parcours en 2 h 7 min 49 s 06, soit à une vitesse moyenne de 47,881 km/h. Ils devancent les Suédois Erik, Gösta, Sture et Tomas Pettersson, et les Italiens Giovanni Bramucci, Vittorio Marcelli, Mauro Simonetti, Pierfranco Vianelli,.

## Résultats
| Rang                                | Cyclistes                                                                       | Pays                 | Temps              |
| ----------------------------------- | ------------------------------------------------------------------------------- | -------------------- | ------------------ |
| Médaille d'or, Jeux olympiques      | Fedor den Hertog Jan Krekels René Pijnen Joop Zoetemelk                         | Pays-Bas             | 2 h 7 min 49 s 06  |
| Médaille d'argent, Jeux olympiques  | Erik Pettersson Gösta Pettersson Sture Pettersson Tomas Pettersson              | Suède                | 2 h 9 min 26 s 60  |
| Médaille de bronze, Jeux olympiques | Giovanni Bramucci Vittorio Marcelli Mauro Simonetti Pierfranco Vianelli         | Italie               | 2 h 10 min 18 s 74 |
| 4                                   | Verner Blaudzun Jørgen Emil Hansen Ole Højlund Pedersen Leif Mortensen          | Danemark             | 2 h 12 min 41 s 41 |
| 5                                   | Thorleif Andresen Ørnulf Andresen Tore Milsett Leif Yli                         | Norvège              | 2 h 14 min 32 s 85 |
| 6                                   | Jan Magiera Zenon Czechowski Marian Kegel Andrzej Bławdzin                      | Pologne              | 2 h 14 min 40 s 98 |
| 7                                   | Juan Alberto Merlos Carlos Miguel Álvarez Roberto Breppe Ernesto Contreras      | Argentine            | 2 h 15 min 34 s 24 |
| 8                                   | Burkhard Ebert Jürgen Tschan Ortwin Czarnowski Dieter Koslar                    | Allemagne de l'Ouest | 2 h 15 min 37 s 25 |
| 9                                   | Boris Choukhov Aleksandr Dokhlyakov Yuri Dmitriyev Valeri Iardy                 | Union soviétique     | 2 h 15 min 39 s 58 |
| 10                                  | Agustín Alcántara Adolfo Belmonte Roberto Brito Radamés Treviño                 | Mexique              | 2 h 16 min 8 s 44  |
| 11                                  | John Bettison Roy Cromack Pete Smith John Watson                                | Grande-Bretagne      | 2 h 16 min 38 s 60 |
| 12                                  | Nemesio Jiménez José Gómez José González Miguel Lasa                            | Espagne              | 2 h 16 min 38 s 90 |
| 13                                  | Klaus Ampler Günter Hoffmann Dieter Grabe Axel Peschel                          | Allemagne de l'Est   | 2 h 17 min 51 s 29 |
| 14                                  | Donald Wilson Kevin Morgan Peter McDermott Dave Watson                          | Australie            | 2 h 18 min 9 s 09  |
| 15                                  | Jean-Pierre Boulard Robert Bouloux Jean-Pierre Danguillaume Claude Lechatellier | France               | 2 h 18 min 35 s 82 |
| 16                                  | Cvitko Bilić Rudi Valenčič Tanasije Kuvalja Franc Škerlj                        | Yougoslavie          | 2 h 18 min 52 s 20 |
| 17                                  | András Takács András Mészáros Imre Géra Tibor Magyar                            | Hongrie              | 2 h 20 min 30 s 36 |
| 18                                  | Michel Coulon Frans Mintjens Marcel Grifnée Englebert Opdebeeck                 | Belgique             | 2 h 20 min 52 s 93 |
| 19                                  | Mauno Uusivirta Ole Wackström Raimo Honkanen Raimo Suikkanen                    | Finlande             | 2 h 20 min 55 s 47 |
| 20                                  | John Howard Oliver Martin John Allis Jim Van Boven                              | États-Unis           | 2 h 24 min 13 s 50 |
| 21                                  | Evaristo Oliva Francisco Cuque Jorge Inés Saturnino Rustrián                    | Guatemala            | 2 h 24 min 20 s 7  |
| 22                                  | Arnulfo Pozo Hipólito Pozo Noé Medina Victor Morales                            | Équateur             | 2 h 25 min 15 s 26 |
| 23                                  | Neil Lyster Richie Thomson John Dean Des Thomson                                | Nouvelle-Zélande     | 2 h 25 min 46 s 47 |
| 24                                  | Luis Sosa Walter Garre Jorge Jukich René Deceja                                 | Uruguay              | 2 h 25 min 47 s 20 |
| 25                                  | Joe Jones Jules Béland Marcel Roy Yves Landry                                   | Canada               | 2 h 27 min 18 s 14 |
| 26                                  | Yemane Negassi Fisihasion Ghebreyesus Mikael Saglimbeni Tekeste Woldu           | Éthiopie             | 2 h 30 min 36 s 79 |
| 27                                  | Adrián Solano José Sánchez José Manuel Soto Miguel Ángel Sánchez                | Costa Rica           | 2 h 36 min 25 s 79 |
| 28                                  | Roberto García Francisco Funes Juan Molina Mauricio Bolaños                     | Salvador             | 2 h 39 min 38 s 39 |
| 29                                  | Deng Chueng-hwai Liu Cheng-tao Shue Ming-shu Jiang Guang-nan                    | Taipei chinois       | 2 h 42 min 13 s 88 |
| 30                                  | Constantin Kabemba François Ombanzi Jean Barnabe Samuel Kibamba                 | Congo                | 2 h 42 min 57 s 58 |

## Sources
- (en) Cet article est partiellement ou en totalité issu de l’article de Wikipédia en anglais intitulé « Cycling at the 1968 Summer Olympics – Men's team time trial » (voir la liste des auteurs).

1. ↑  « Cycling at the 1968 Ciudad de México Summer Games: Men's 100 kilometres Team Time Trial », sur sports-reference.com
2. ↑  « The Games of the XIX Olympiad - Mexico 1968 - The official report of the Organizing Committee - Volume 3 » [PDF], p. 628